# کرم ساقه‌خوار برنج
کرم ساقه خوار برنج با نام‌های کرم ساقه خوار آسیایی برنج و کرم ساقه خوار نواری برنج در آسیا و دیگر نقاط نامیده می‌شود. این آفت از راسته پولک‌بالان و تیره پوزه‌بیدان نخستین بار در جهان در سال ۱۸۶۳ میلادی توسط حشره‌شناس انگلیسی، فرانسیس واکر، شناسایی و نامگذاری شد.
در ایران در آغاز در شهریور ۱۳۵۱ توسط آزمایشگاه بررسی آفات و بیماری‌های گیاهی تنکابن گردآوری و پرورش یافته و سپس پروانه‌های خارج شده را ابرت (ebert) حشره‌شناس آلمانی در همین سال تشخیص داده است. جایگاه اصلی این آفت مناطق گرمسیری و نیمه گرمسیری آسیا می‌باشد. در حال حاضر مهم‌ترین آفت زراعت برنج در بیشتر مناطق برنجکاری ایران به‌شمار می‌آید.